# تامرین نینه
تامرین نینه (به لاتین: Thamrin Nine) یک ساختمان و آسمان‌خراش در اندونزی است که در جاکارتا واقع شده‌است.